# クレイグ・ブリュワー
クレイグ・ブリュワー（Craig Brewer、1971年12月6日 - ）は、アメリカ合衆国の映画監督、脚本家である。『ハッスル&フロウ』や『ブラック・スネーク・モーン』を監督したことで知られている。

## 経歴
1971年12月6日、バージニア州に生まれる。カリフォルニア州北カリフォルニアやテネシー州メンフィスで育った。
書店に勤務していた頃、ロバート・ロドリゲスの『Rebel Without a Crew』など、映画製作に関する書籍を読んだブリュワーは、『The Poor and Hungry』の脚本を執筆した。父親は、この脚本を気に入っており、息子自身の手で映像化されることを望んでいたが、心臓発作により49歳で死去した。同作は、その遺産の20,000ドルを製作費に充てることで完成し、2000年のハリウッド映画祭にて上映された。
ブリュワーが執筆した『ハッスル&フロウ』の脚本は、ステファニー・アレインとジョン・シングルトンの手に渡った。彼らは脚本を気に入り、製作に名乗りを上げた。テレンス・ハワード主演の同作は、2004年に撮影されて、2005年のサンダンス映画祭にて上映された。
サミュエル・L・ジャクソン、クリスティーナ・リッチ、ジャスティン・ティンバーレイクを主演に迎えた『ブラック・スネーク・モーン』は2006年のBNATにて上映された。2011年、『フットルース』のリメイク作品『フットルース 夢に向かって』が公開される。アレクサンダー・スカルスガルド主演の『ターザン:REBORN』（2016年）では脚本を手がけた。

## フィルモグラフィー

### 映画
| 年   | 題名                                                        | 役割       |
| ---- | ----------------------------------------------------------- | ---------- |
| 2000 | The Poor and Hungry                                         | 監督・脚本 |
| 2002 | 緊急逃亡 Pressure                                           | 脚本       |
| 2005 | ハッスル&フロウ Hustle & Flow                               | 監督・脚本 |
| 2006 | ブラック・スネーク・モーン Black Snake Moan                 | 監督・脚本 |
| 2011 | フットルース 夢に向かって Footloose                         | 監督・脚本 |
| 2012 | ケイティ・ペリーのパート・オブ・ミー Katy Perry: Part of Me | 製作総指揮 |
| 2016 | ターザン:REBORN The Legend of Tarzan                        | 脚本       |
| 2019 | ルディ・レイ・ムーア Dolemite Is My Name                    | 監督       |
| 2021 | 星の王子 ニューヨークへ行く2 Coming 2 America               | 監督       |
| TBA  | Snoop Dog Biopic film                                       | 監督       |

### テレビ
- ザ・シールド ルール無用の警察バッジ The Shield （2008年） - 監督
- Empire 成功の代償 Empire （2015年 - 2016年） - 監督